# È successo a Morgan
È successo a Morgan è una raccolta del cantante italiano Morgan pubblicata il 6 giugno 2008 dalla Sony BMG. Contiene tracce dai tre album solisti del frontman dei Bluvertigo e tre inediti: L'oceano di silenzio, 23 Roses e Il nostro concerto.

## Tracce
1. Altrove
2. Amore assurdo
3. Tra 5 minuti
4. Un giudice (cover di Fabrizio De André)
5. Me
6. Crash
7. Animali familiari
8. The baby
9. Dormono sulla collina (cover di Fabrizio De André)
10. Canzone per Natale
11. Un ottico (cover di Fabrizio De André)
12. Una storia d'amore e vanità
13. Aria
14. Un malato di cuore (cover di Fabrizio De André)
15. L'oceano di silenzio (cover di Franco Battiato)
16. 23 Roses (live)
17. Il nostro concerto (live) (cover di Umberto Bindi)

## Classifiche
| Classifica (2008) | Posizione massima |
| ----------------- | ----------------- |
| Italia            | 29                |